# Rusland synger
Rusland synger (russisk: Музыкальная история) er en sovjetisk film fra 1940 af Aleksandr Ivanovskij og Gerbert Rappaport.

## Medvirkende
- Sergej Lemesjev som Petja Govorkov
- Zoja Fjodorova som Klava Belkina
- Nikolaj Konovalov som Maestro Makedonskij
- Erast Garin som Cabbie Tarahkanov
- Anatolij Korolkevitj som Pankov